# Escifo

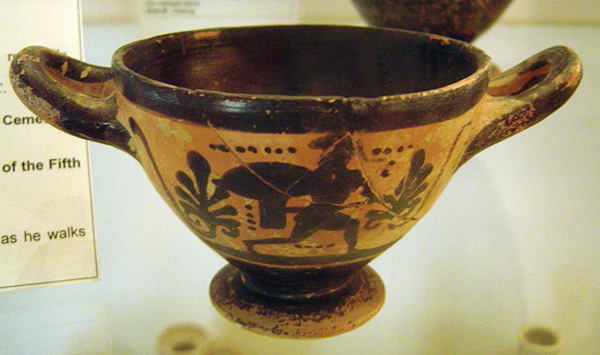
Escifo ático, del 490-480 a. C.

El escifo, esquifo o skyphos (en griego: σκύφος skýphos; en plural skyphoi) es una vasija de cerámica de la Antigua Grecia en forma de cuenco o taza con dos asas horizontales muy próximas al borde superior (proyectadas desde el borde —en formas corintias y atenienses— o en forma de lazo que se colocan en el borde o que sobresalen de la base), y una base baja y ancha, o sin base.
Casi todos estos recipientes estaban hechos de arcilla y tuvieron una gran difusión desde el siglo VII al IV a. C., sobre todo en Corinto, por ser la ciudad donde se gestaron las convenciones de diseño que siguió Atenas. Durante un largo período, la forma siguió siendo igual mientras que cambiaba el estilo de decoración.
Los escifos más antiguos proceden del periodo geométrico. Se han hallado ejemplares hechos de metales preciosos o joyas como el escifo romano de vidrio tallado que se guarda en el Museo J. Paul Getty.